# Bió (poeta tràgic)
Bió (en llatí Bion, en grec antic Βίων) fou un poeta tràgic grec.
Diògenes Laerci el descriu com  ποιητὴς τραγῳδίας τῶν Ταρσικῶν λεγομένων ("un poeta tràgic grec de Tars, segons diuen"). Isaac Casaubon (De Sat. Poes. 1.5) remarca, que Diògenes Laerci amb aquestes paraules descriu un poeta que practicava la poesia improvisada, a la qual els habitants de Tars eren particularment aficionats i podria ser nadiu de Tars. Hauria viscut poc abans de l'època d'Estrabó.
Suides parla d'un fill d'Èsquil de nom Bió que era un poeta tràgic, però no se'n sap res més.